# 차기 우크라이나 대통령 선거
차기 우크라이나 대통령 선거는 우크라이나 헌법에 따라 현직 대통령의 임기 마지막 해인 5년차의 3월 마지막 일요일인 2024년 봄에 열릴 예정이었던 우크라이나의 대통령 선거이다. 단, 대통령 임기가 조기에 종료될 경우 새 대통령을 뽑는 선거는 전임 대통령의 퇴임 이후 90일 이내에 실시하도록 규정되어 있다. 1차 선거는 2024년 3월 31일로 예정되어 있었다. 또한 과반인 50% 이상을 득표한 후보가 한 명도 없을 경우 1차 투표 3주 후인 2024년 4월 21일 2차 투표가 에정되어 있었다.
하지만, 우크라이나 계엄령법과 헌법에 따르면 계엄령 발효 중에는 어떠한 선거도 열릴 수 없다고 규정되어 있으므로 러시아의 우크라이나 침공으로 계엄령이 발효한 현재에는 대통령 선거가 무기한 연기되었다.

## 같이 보기
- 2019년 우크라이나 대통령 선거
- 차기 우크라이나 총선